# Widna Góra (województwo pomorskie)
Widna Góra (dodatkowa nazwa w j. kaszub. Widnô Góra) – wieś w Polsce, w województwie pomorskim, w powiecie kartuskim, w gminie Sulęczyno.
Miejscowość leży na Pojezierzu Kaszubskim w pobliżu wschodnich brzegów jeziora Gowidlińskiego i na turystycznym  Szlaku Kamiennych Kręgów. Wchodzi w skład sołectwa Podjazy.
Do 2023 miejscowość była częścią wsi Podjazy.
W latach 1975–1998 Widna Góra administracyjnie należała do województwa gdańskiego.